# Streifengrasschlüpfer

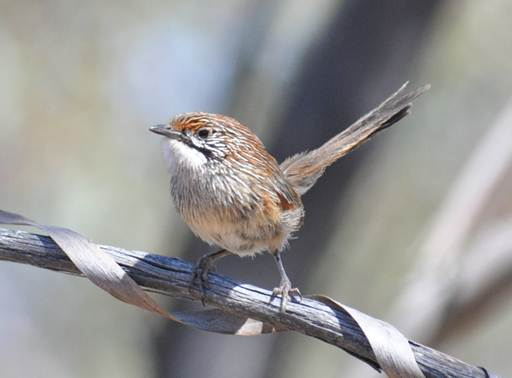
Steifengrasschlüpfer in New South Wales

Der Streifengrasschlüpfer (Amytornis striatus) ist ein in Australien vorkommender Singvogel aus der Familie der Staffelschwänze (Maluridae).

## Merkmale
Streifengrasschlüpfer erreichen eine Körperlänge von 14,5 bis 19,0 Zentimetern und ein Gewicht von 15,0 bis 23,0 Gramm. Zwischen den Geschlechtern besteht bezüglich der Gefiederfarbe kein wesentlicher Sexualdimorphismus. Die Grundfarbe ist bräunlich, variiert in ihrer Intensität jedoch regional stark. Kopf und Mantelgefieder sind mit weißen Schaftstrichen durchzogen. Die Kehle ist weißlich, die Brust hellgrau. Auffällig sind ein schwarzer Bartstreif sowie ein rotbrauner Überaugenstreif. Die langen Steuerfedern sind braun. Bei den Weibchen ist der seitliche Brustbereich schwach rostrot gefärbt. Der Schnabel ist bei beiden Geschlechtern dunkelgrau, die Iris dunkelbraun, Beine und Füße sind graubraun.

## Verbreitung, Unterarten und Lebensraum
Der Streifengrasschlüpfer kommt ausschließlich auf dem australischen Kontinent vor. Neben der im Süden Australiens, in New South Wales und im Nordwesten von Victoria vorkommenden Nominatform Malurus striatus striatus sind zwei weitere Unterarten bekannt:
- Amytornis striatus rowleyi Schodde & Mason, 1999, in der Mitte von Queensland
- Amytornis striatus whitei  Mathews, 1910, im Westen Australiens

Die u. a. im Northern Territory vorkommende und als Amytornis striatus oweni bezeichneten Individuen werden heute der Nominatform zugerechnet. Bei einem Vergleich der vorgenannten Unterarten zeigten sich genetische Unterschiede, die die Möglichkeit eröffnen, dass es sich um eigenständige Arten handeln könnte. Dies kann wegen der großen morphologischen und ökologischen Ähnlichkeit der Individuen jedoch noch nicht einwandfrei bestätigt werden. Weitere Untersuchungen zu dieser Thematik sind erforderlich.
Hauptlebensraum der Art sind mit Stachelkopfgräsern (Triodia) bewachsene Flächen, Gebüsch reiche, sandige oder felsige Gebiete sowie lichte Eukalyptuswälder.

## Lebensweise
Die Vögel ernähren sich von Insekten, beispielsweise Ameisen (Formicidae) oder Käfern (Coleoptera) sowie den Samen von Stachelkopfgräsern. Die Nahrung wird meist einzeln oder in kleinen Gruppen am Erdboden gesucht. Die Hauptbrutsaison fällt in die Monate August bis Januar, kann jedoch in Abhängigkeit von der Regenzeit schwanken. Meist werden mehrere Bruten pro Jahr durchgeführt. Streifengrasschlüpfer leben überwiegend paarweise. Die Weibchen fertigen das Nest alleine an. Es hat eine geschlossene ovale Form, besitzt im oberen Bereich ein seitliches Einflugloch, wird aus dürren Grashalmen und Rindenstreifen gefertigt und mit feinen Gräsern ausgekleidet. In der Regel wird es in Stachelkopfgrasbüscheln angelegt und mit zwei bis drei Eiern versehen, die in 14 Tagen ausgebrütet werden. Die Nestlingszeit beträgt ebenfalls 14 Tage. Die Jungen werden von beiden Eltern mit Nahrung versorgt und bleiben nach dem Ausfliegen noch einige Zeit im Familienverband.

## Gefährdung
Der Streifengrasschlüpfer ist in seinen Vorkommensgebieten weit verbreitet und wird demzufolge von der Weltnaturschutzorganisation IUCN als  „least concern = nicht gefährdet“ klassifiziert.  Aufgrund von Urbarmachung einiger Lebensräume ist die Nominatform im leichten Rückgang begriffen, der jedoch den Grad einer Gefährdung noch nicht erreicht.